# 平澤仁
平澤 仁（ひらさわ じん）は、日本のヴァイオリン奏者。

## 経歴
埼玉県蓮田市で生まれて、5歳よりヴァイオリンを始める。
埼玉県立浦和高等学校を経て、1981年に東京芸術大学音楽学部に入学し、1985年に同大学院に進学する。日本音楽コンクール入選。
1986年に国際ロータリー財団奨学生として、ジュリアード音楽院に留学する。1988年に同音楽院の修士課程を修了。
帰国と同時に東京フィルハーモニー交響楽団のコンサートマスターに就任。2009年に退団。
室内楽の分野ではアンサンブル・エスパスとしての活動や、各地の音楽祭に出演。別府アルゲリッチ音楽祭ではマルタ・アルゲリッチ、イヴリー・ギトリスらと共演した。
これまでに原田幸一郎、田中千香士、広瀬悦子、ドロシー・ディレイ、川崎雅夫にヴァイオリンを習った。また、室内楽をヤコブ・ラタイナーとサミュエル・ローズに習った。
2000年にはデビューCD「虚空はるかに」をリリース。ブラームスのヴァイオリン・ソナタ第１番などを収録（ピアノ：長尾洋史）。